# Roodflankmangrovezanger
De roodflankmangrovezanger (Gerygone dorsalis) is een zangvogel uit de familie Acanthizidae (Australische zangers).

## Verspreiding en leefgebied
Deze soort is endemisch in het oosten van de Kleine Soenda-eilanden en telt vijf ondersoorten:
- G. d. senex: Kalaotoa en Madu (tussen Flores en Sulawesi).
- G. d. kuehni: Damer.
- G. d. fulvescens: oostelijke Kleine Soenda-eilanden.
- G. d. keyensis: Kei-eilanden.
- G. d. dorsalis: Tanimbar-eilanden.

## Status
De grootte van de populatie is niet gekwantificeerd maar de soort wordt omschreven als waarschijnlijk algemeen in het grootste deel van zijn verspreidingsgebied. Op de Rode lijst van de IUCN heeft deze soort de status niet bedreigd.